# Vítězslav Mácha
Vítězslav Mácha (Krmelín, 6 aprile 1948 – 29 maggio 2023) è stato un lottatore cecoslovacco.
In rappresentanza della Cecoslovacchia vinse due medaglie olimpiche nella lotta greco-romana. In particolare conquistò una medaglia d'oro alle Olimpiadi di Monaco di Baviera 1972 nella categoria pesi welter e una medaglia d'argento alle Olimpiadi di Montréal 1976, anche in questo caso nella categoria pesi welter.